# Regione delle Savane (Togo)
La regione delle Savane (ufficialmente Région des Savanes in francese) è una delle 5 regioni del Togo, con capitale la città di Dapaong. Oltre alla capitale, un'altra città importante è Mango. È la regione più settentrionale del Togo e confina a sud con la Regione di Kara, a ovest con il Ghana, a nord con il Burkina Faso e ad est con il Benin. Il nome deriva dall'ambiente che caratterizza il territorio: la savana.

## Geografia fisica
Gran parte del suo territorio è parte del bacino dell'Oti e possiede quindi un territorio principalmente pianeggiante che va ad aumentare di altezza verso nord. Nel suo territorio si trova parte di uno dei due parchi più importanti della nazione: il Parco Nazionale di Kèran.

## Geografia antropica

### Suddivisioni amministrative

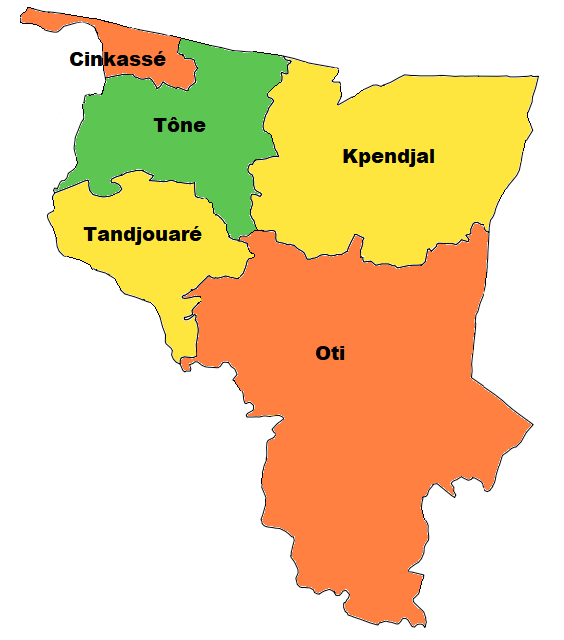
Prefetture di Savanes.

La regione è suddivisa in 5 prefetture:
- Kpendjal
- Kpendjal Ovest
- Oti
- Tandjouaré
- Tône
- Cinkassé, istituita nel 2009